# Fußball-Weltmeisterschaft der Frauen 2015/Japan
Dieser Artikel behandelt die japanische Fußballnationalmannschaft der Frauen bei der Fußball-Weltmeisterschaft der Frauen 2015 in Kanada. Japan nahm als einzige asiatische Mannschaft zum siebten Mal an der WM-Endrunde teil. Auch als Titelverteidiger musste sich die Mannschaft erneut qualifizieren. Dies gelang durch den erstmaligen Gewinn der Asienmeisterschaft 2014. Bei der WM erreichte Japan wie vier Jahre zuvor das Finale und traf dort wieder auf die USA, verlor aber durch die höchste Finalniederlage den Titel.

## Qualifikation
Japan musste sich für die Asienmeisterschaft nicht qualifizieren, sondern war – wie Australien, China und Südkorea – gesetzt.

### Gruppenphase
| Pl. | Land       | Sp. | S | U | N | Tore    | Diff. | Punkte |
| --- | ---------- | --- | - | - | - | ------- | ----- | ------ |
| 1.  | Japan      | 3   | 2 | 1 | 0 | 013:200 | +11   | 07     |
| 2.  | Australien | 3   | 2 | 1 | 0 | 007:300 | +4    | 07     |
| 3.  | Vietnam    | 3   | 1 | 0 | 2 | 003:700 | −4    | 03     |
| 4.  | Jordanien  | 3   | 0 | 0 | 3 | 002:130 | −11   | 0      |

| 14. Mai 2014, Thong Nhat Stadium in Ho-Chi-Minh-Stadt |   |           |           |
| Australien                                            | – | Japan     | 2:2 (1:0) |
| 16. Mai 2014, Thong Nhat Stadium in Ho-Chi-Minh-Stadt |   |           |           |
| Vietnam                                               | – | Japan     | 0:4 (0:1) |
| 18. Mai 2014, Binh Duong Stadium in Binh Duong        |   |           |           |
| Japan                                                 | – | Jordanien | 7:0 (2:0) |

Bereits durch den ersten Platz in der Gruppe war Japan für die WM qualifiziert.

### Halbfinale
| 22. Mai 2014 | Japan | – | Volksrepublik China | 2:1 n. V. (1:1, 0:0) |

### Finale
| 25. Mai 2014 | Japan | – | Australien | 1:0 (1:0) |

Trainer Norio Sasaki setzte in den fünf Spielen insgesamt 25 Spielerinnen ein, wobei er im zweiten und dritten Gruppenspiel gegen die schwächeren Gegner einige Stammspielerinnen schonte. Nur zwei Spielerinnen (Megumi Takase und Rumi Utsugi) kamen in allen fünf Spielen zum Einsatz, standen jedoch nur viermal in der Startformation. Beste Torschützinnen waren Azusa Iwashimizu, Emi Nakajima, Chinatsu Kira, Nahomi Kawasumi, Mizuho Sakaguchi und Yūki Ōgimi mit je zwei Toren.

## Vorbereitung
Nach der Asienmeisterschaft bestritten die Japanerinnen mehrere Testspiele und nahmen auch an den Asienspielen teil. Erst im Finale wurden sie durch die nicht zur WM zugelassenen Nordkoreanerinnen besiegt und belegten somit den zweiten Platz:
- 13. September 2014 in Tendo gegen Ghana: 5:0 (5:0)
- 15. September 2014 bei den Asienspielen in Incheon gegen China: 0:0
- 18. September 2014 bei den Asienspielen in Incheon gegen Jordanien: 12:0 (8:0)
- 22. September 2014 bei den Asienspielen in Incheon gegen die Republik China: 3:0 (2:1)
- 26. September 2014 Viertelfinale bei den Asienspielen in Incheon gegen Hongkong: 9:0 (4:0)
- 29. September 2014 Halbfinale bei den Asienspielen in Incheon gegen Vietnam: 3:0 (1:0)
- 1. Oktober 2014 Finale bei den Asienspielen in Incheon gegen Nordkorea: 1:3 (0:1)
- 25. Oktober 2014 in Edmonton gegen WM-Gastgeber Kanada: 3:0 (1:0)
- 28. Oktober 2014 in Vancouver gegen WM-Gastgeber Kanada 3:2 (1:0)

Im März 2015 nahm die Mannschaft wieder am traditionellen Algarve-Cup in Portugal teil und traf dabei in der Gruppenphase auf Dänemark (1:2 am 4. März), Frankreich (1:3 am 9. März) und Gastgeber Portugal (3:0 am 6. März). Als Gruppendritter erreichte Japan nur das Spiel um Platz 9 gegen Island am 11. März, das mit 2:0 gewonnen wurde. Der 9. Platz ist die bisher schlechteste Platzierung eines amtierenden Weltmeisters beim Algarve-Cup. Deutschland belegte allerdings 2007 vor der erfolgreichen WM-Titelverteidigung auch nur Platz 8 beim Algarve-Cup 2007.
Am 24. Mai 2015 traf die Mannschaft in Kagawa auf Neuseeland sowie am 28. Mai in Nagano auf Italien und gewann beide Spiele mit 1:0.

## Die Mannschaft

### Aufgebot
Am 24. April 2015 wurde ein vorläufiger Kader mit 40 Spielerinnen benannt.
Der endgültige Kader von 23 Spielerinnen (davon drei Torhüterinnen), der dem FIFA-Generalsekretariat spätestens zehn Werktage vor dem Eröffnungsspiel mitgeteilt werden musste, wurde am 2. Mai benannt.
| Nr.                         | Spielername                        | Geburts- datum | Debüt | Verein                           | Länder- spiele | Länder- spieltore | WM-Spiele                         | WM 2015 | WM 2015 | WM 2015      | WM 2015          | WM 2015     | WM 2015 |
| Nr.                         | Spielername                        | Geburts- datum | Debüt | Verein                           | Länder- spiele | Länder- spieltore | WM-Spiele                         | Sp.     | Tore    | Gelbe Karten | Gelb-Rote Karten | Rote Karten |         |
| Tor                         | Tor                                | Tor            | Tor   | Tor                              | Tor            | Tor               | Tor                               | Tor     | Tor     | Tor          | Tor              | Tor         |         |
| --------------------------- | ---------------------------------- | -------------- | ----- | -------------------------------- | -------------- | ----------------- | --------------------------------- | ------- | ------- | ------------ | ---------------- | ----------- | ------- |
| 1                           | Miho Fukumoto (福元 美穂)          | 02.10.1983     | 2002  | Okayama Yunogō Belle             | 79             | 0                 | 03 (2007)                         | 1       | 0       | 0            | 0                | 0           |         |
| 18                          | Ayumi Kaihori (海堀 あゆみ)        | 04.09.1986     | 2008  | INAC Kōbe Leonessa               | 53             | 0                 | 06 (2011)                         | 5       | 0       | 0            | 0                | 0           |         |
| 21                          | Erina Yamane (山根 恵里奈)         | 20.12.1990     | 2013  | JEF United Ichihara Chiba Ladies | 16             | 0                 |                                   | 1       | 0       | 0            | 0                | 0           |         |
| Abwehr                      |                                    |                |       |                                  |                |                   |                                   |         |         |              |                  |             |         |
| 19                          | Saori Ariyoshi (有吉 佐織)         | 01.11.1987     | 2008  | NTV Beleza                       | 40             | 1                 |                                   | 6       | 1       | 1            | 0                | 0           |         |
| 3                           | Azusa Iwashimizu (岩清水 梓)       | 14.10.1986     | 2006  | NTV Beleza                       | 119            | 11                | 09 (2007, 2011)                   | 6       | 0       | 1            | 0                | 0           |         |
| 12                          | Megumi Kamionobe (上尾野辺 めぐみ) | 15.03.1986     | 2009  | Albirex Niigata Ladies           | 31             | 2                 |                                   | 2       | 0       | 0            | 0                | 0           |         |
| 20                          | Yūri Kawamura (川村 優理)          | 17.05.1989     | 2010  | Vegalta Sendai Ladies            | 17             | 2                 |                                   | 2       | 0       | 0            | 0                | 0           |         |
| 2                           | Yukari Kinga (近賀 ゆかり)         | 02.05.1984     | 2005  | INAC Kōbe Leonessa               | 97             | 5                 | 09 (2007, 2011)                   | 1       | 0       | 0            | 0                | 0           |         |
| 23                          | Kana Kitahara (北原 佳奈)          | 17.12.1988     | 2013  | Albirex Niigata Ladies           | 8              | 0                 |                                   | 1       | 0       | 0            | 0                | 0           |         |
| 4                           | Saki Kumagai (熊谷 紗希)           | 17.10.1990     | 2008  | Olympique LyonM, P               | 73             | 0                 | 06 (2011)                         | 6       | 0       | 0            | 0                | 0           |         |
| 5                           | Aya Sameshima (鮫島 彩)            | 16.06.1987     | 2008  | INAC Kōbe Leonessa               | 68             | 4                 | 06 (2011)                         | 6       | 1       | 0            | 0                | 0           |         |
| Mittelfeld                  |                                    |                |       |                                  |                |                   |                                   |         |         |              |                  |             |         |
| 7                           | Kozue Andō (安藤 梢)               | 09.07.1982     | 1999  | 1. FFC FrankfurtC                | 126            | 19                | 09 (1999, 2007, 2011)             | 1       | 0       | 0            | 0                | 0           |         |
| 9                           | Nahomi Kawasumi (川澄 奈穂美)      | 23.09.1985     | 2008  | INAC Kōbe Leonessa               | 78             | 19                | 04 (2011)                         | 6       | 0       | 0            | 0                | 0           |         |
| 8                           | Aya Miyama (宮間 あや)             | 28.01.1985     | 2003  | Okayama Yunogō Belle             | 156            | 37                | 10 (2003, 2007, 2011)             | 7       | 2       | 0            | 0                | 0           |         |
| 22                          | Asano Nagasato (永里 亜紗乃)       | 24.01.1989     | 2008  | 1. FFC Turbine Potsdam           | 11             | 1                 |                                   | 1       | 0       | 0            | 0                | 0           |         |
| 6                           | Mizuho Sakaguchi (阪口 夢穂)       | 15.10.1987     | 2006  | NTV Beleza                       | 96             | 27                | 06 (2007, 2011)                   | 6       | 1       | 0            | 0                | 0           |         |
| 10                          | Homare Sawa (澤 穂希)              | 06.09.1978     | 1993  | INAC Kōbe Leonessa               | 205            | 83                | 18 (1995, 1999, 2003, 2007, 2011) | 6       | 0       | 1            | 0                | 0           |         |
| 14                          | Asuna Tanaka (田中 明日菜)         | 23.04.1988     | 2011  | 1. FFC FrankfurtC                | 34             | 3                 |                                   | 1       | 0       | 0            | 0                | 0           |         |
| 13                          | Rumi Utsugi (宇津木 瑠美)          | 05.12.1988     | 2005  | Montpellier HSC                  | 86             | 5                 | 05 (2007, 2011)                   | 6       | 0       | 0            | 0                | 0           |         |
| Angriff                     |                                    |                |       |                                  |                |                   |                                   |         |         |              |                  |             |         |
| 16                          | Mana Iwabuchi (岩渕 真奈)          | 18.03.1993     | 2010  | Bayern MünchenM                  | 30             | 4                 | 05 (2011)                         | 5       | 1       | 1            | 0                | 0           |         |
| 17                          | Yūki Ōgimi (大儀見 優季)           | 15.07.1987     | 2002  | VfL WolfsburgP                   | 124            | 55                | 09 (2007, 2011)                   | 7       | 2       | 1            | 0                | 0           |         |
| 11                          | Shinobu Ōno (大野 忍)              | 23.01.1984     | 2003  | INAC Kōbe Leonessa               | 137            | 39                | 09 (2007, 2011)                   | 7       | 0       | 1            | 0                | 0           |         |
| 15                          | Yuika Sugasawa (菅澤 優衣香)       | 05.10.1990     | 2010  | JEF United Ichihara Chiba Ladies | 34             | 10                |                                   | 4       | 1       | 0            | 0                | 0           |         |
| Trainerstab                 |                                    |                |       |                                  |                |                   |                                   |         |         |              |                  |             |         |
| Trainer                     | Norio Sasaki                       | 28.05.1958     | 2007  |                                  |                |                   | 06                                | 7       |         | 0            | 0                | 0           |         |
| Anmerkungen: 1. 2. 3. 4. 5. |                                    |                |       |                                  |                |                   |                                   |         |         |              |                  |             |         |

### Nicht für die WM berücksichtigte Spielerinnen
| Spielername                   | Geburts- datum | Debüt | Verein                      | Länder- spiele | Länder- spieltore | WM-Spiele       |     |
| Tor                           | Tor            | Tor   | Tor                         | Tor            | Tor               | Tor             | Tor |
| ----------------------------- | -------------- | ----- | --------------------------- | -------------- | ----------------- | --------------- | --- |
| Rei Takenaka (武仲 麗依)      | 18.05.1992     | -     | Vegalta Sendai Ladies       | 0              | 0                 |                 |     |
| Ayaka Yamashita (山下 杏也加) | 29.09.1995     | -     | NTV Beleza                  | 0              | 0                 |                 |     |
| Abwehr                        |                |       |                             |                |                   |                 |     |
| Tomoko Muramatsu (村松 智子)  | 23.10.1994     | -     | NTV Beleza                  | 0              | 0                 |                 |     |
| Ruka Norimatsu (乗松 瑠華)    | 30.01.1996     | 2014  | Urawa Reds Ladies           | 2              | 0                 |                 |     |
| Mittelfeld                    |                |       |                             |                |                   |                 |     |
| Yumi Uetsuji (上辻 佑実)      | 30.11.1987     | 2012  | NTV Beleza                  | 3              | 0                 |                 |     |
| Ami Sugita (杉田 亜未)        | 14.03.1992     | 2014  | Iga FC Kunoichi             | 1              | 0                 |                 |     |
| Angriff                       |                |       |                             |                |                   |                 |     |
| Karina Maruyama (丸山 桂里奈) | 26.03.1983     | 2002  | Speranza FC Osaka Takatsuki | 79             | 14                | 05 (2003, 2011) |     |
| Michi Gotō (後藤 三知)        | 27.07.1990     | 2013  | Urawa Reds Ladies           | 7              | 2                 |                 |     |
| Megumi Takase (高瀬 愛実)     | 10.11.1990     | 2002  | INAC Kōbe Leonessa          | 56             | 9                 | 01 (2011)       |     |
| Kumi Yokoyama (横山 久美)     | 13.08.1993     | 2015  | AC Nagano Parceiro Ladies   | 1              | 1                 |                 |     |
| Mai Kyōkawa (京川 舞)         | 28.12.1993     | 2014  | INAC Kōbe Leonessa          | 2              | 0                 |                 |     |
| Mina Tanaka (田中 美南)       | 28.04.1994     | 2013  | NTV Beleza                  | 4              | 1                 |                 |     |
| Anmerkungen: 1. 2. 3.         |                |       |                             |                |                   |                 |     |

## Spiele bei der Weltmeisterschaft
Bei der Auslosung der Gruppen war Japan gesetzt und wurde als Gruppenkopf der Gruppe C festgelegt. Zugelost wurden den Japanerinnen die drei WM-Neulinge Schweiz, Kamerun und Ecuador, gegen die bisher noch nicht gespielt wurde.
Gemäß den Platzierungen in der FIFA-Weltrangliste vor der WM, war dies die schwächste Gruppe: Japan lag zwar auf Platz 4, die Schweiz jedoch auf Platz 19, Ecuador auf Platz 48 und Kamerun auf Platz 53; Gruppenschnitt = 31. Zudem war es die einzige Gruppe mit drei Neulingen, was es zuvor noch nie gab.
Japan gewann das erste Spiel gegen die Schweiz durch einen von Mannschaftskapitänin Aya Miyama in der 29. Minute verwandelten Foulelfmeter. Bei dem geahndeten Foul brach sich Kozue Andō das linke Sprunggelenk, wodurch die WM vorzeitig für sie beendet war. Nach dem Tor verloren die Japanerinnen ihre spielerische Überlegenheit, konnten aber das 1:0 über die Zeit bringen.
Auch im zweiten Spiel gegen Kamerun gingen sie schnell mit zwei Toren in Führung und waren dann wieder nur auf die Verteidigung des Ergebnisses bedacht, was gegen zum Ende stürmisch angreifende Afrikanerinnen auch gelang. Damit stand Japan bereits nach zwei Spielen als erste Mannschaft im Achtelfinale.
Im letzten Gruppenspiel gegen Ecuador setzte Trainer Sasaki zum dritten Mal eine andere Torhüterin ein und schonte auch einige Stammspielerinnen. Dennoch gingen sie noch etwas früher in Führung und wieder begnügten sie sich mit dem 1:0. Durch den Sieg konnte Japan erstmals alle drei Gruppenspiele gewinnen – was 2015 nur noch Brasilien gelang.
Im letzten Achtelfinalspiel der Weltmeisterschaft traf die Mannschaft auf den Dritten der Gruppe A, die Niederlande. Japan bestritt zuvor drei Spiele gegen die „Oranje Leeuwinnen“, die alle gewonnen wurden – zuletzt 2008 bei der ersten Ausgabe des Zypern Cups. Auch diesmal konnte sich Japan durchsetzen und das Spiel gewinnen, wobei Abwehrspielerin Saori Ariyoshi ihr erstes Länderspieltor erzielte.

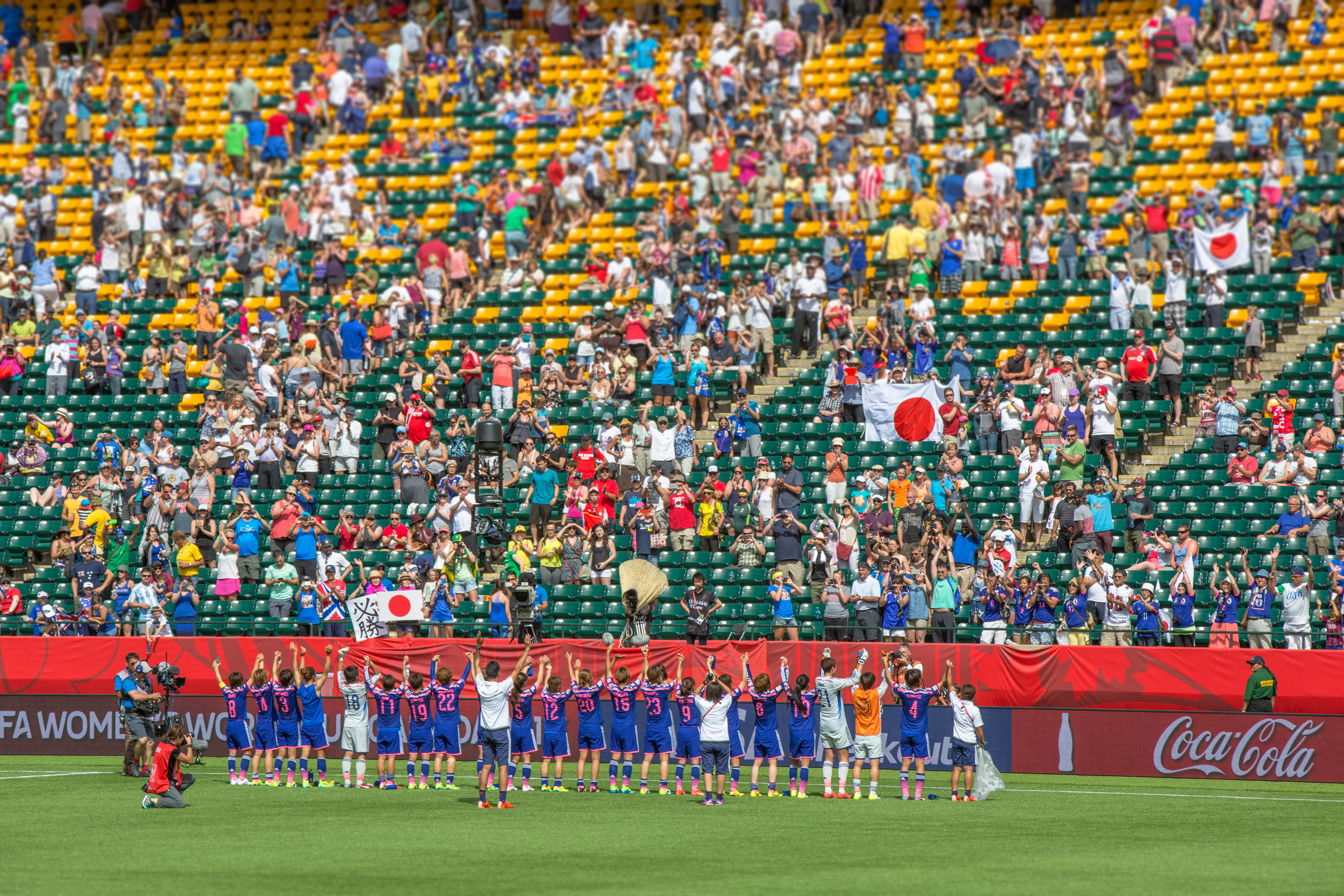
Die japanische Mannschaft grüßt ihre Fans nach dem Viertelfinalsieg gegen Australien

Australien war der nächste Gegner im Viertelfinale. Beide trafen zuvor 21-mal aufeinander mit neun Siegen für Japan – zuletzt im Finale der Asienmeisterschaft 2014 – wodurch Japan erstmals Asienmeister wurde. Achtmal trennten sich beide ohne Sieger – zuletzt in der Vorrunde der Asienmeisterschaft 2014, fünfmal verlor Japan – zuletzt im Halbfinale der Asienmeisterschaft 2010. Auch diesmal reichte Japan im ersten Aufeinandertreffen zweier AFC-Mannschaften in einem WM-Spiel wieder ein einziges Tor, das allerdings erst in der Schlussphase fiel, um das Spiel zu gewinnen. Japan ist damit die einzige Mannschaft mit fünf Siegen in den ersten fünf Spielen, gewann aber alle mit nur einem Tor Unterschied.
Im WM-Halbfinale war dann England, gegen das das letzte WM-Spiel verloren wurde, der letzte Stolperstein auf dem Weg ins Finale. England war zuvor dreimal Gegner der Japanerinnen. Neben dem 0:2 vor vier Jahren gab es noch ein 2:2 bei der WM 2007 – ebenfalls in der Vorrunde – und ein 1:1 in einem Freundschaftsspiel 2013 in England. Die „Three Lionesses“ erreichten das Halbfinale ebenfalls minimalistisch mit vier 2:1-Siegen in Folge. In einem lange ausgeglichenen Spiel erreichte Japan nach einem Eigentor der Engländerin Laura Bassett in der Nachspielzeit das Finale gegen die USA, womit es zur Finalrevanche der letzten WM kommt. Nach dem Finale 2011 hatte es vier Spiele zwischen beiden gegeben, mit einem Sieg für Japan, einem Remis und zwei Siegen für die USA, darunter der 2:1-Sieg im Finale der Olympischen Spiele 2012. Beide hatten auf dem Weg ins Finale neun Tore geschossen – nur Schweden erreichte 2003 ebenfalls mit nur neun Toren das Finale. Japan verlor das Spiel quasi in der ersten Viertelstunde, denn den US-Girls gelangen die vier schnellsten Finaltore der Geschichte. Danach kam Japan – auch nach taktischen Umstellungen und Einwechslungen, u. a. der Rekordnationalspielerin Homare Sawa – besser ins Spiel und konnte noch vor der Pause das 1:4 erzielen. Als nach der Pause durch Mithilfe der US-Abwehr das 2:4 gelang, keimte zwar noch einmal kurz Hoffnung auf, aber bereits zwei Minuten später stellten die US-Girls den alten Abstand wieder ein. Die darauf folgenden Angriffsbemühungen scheiterten immer wieder an der körperlich überlegenen Abwehr der USA, die dann das 5:2 über die Zeit brachte und zum dritten Mal Weltmeister wurde.

### Gruppenspiele
| Pl. | Land    | Sp. | S | U | N | Tore    | Diff. | Punkte |
| --- | ------- | --- | - | - | - | ------- | ----- | ------ |
| 1.  | Japan   | 3   | 3 | 0 | 0 | 004:100 | +3    | 09     |
| 2.  | Kamerun | 3   | 2 | 0 | 1 | 009:300 | +6    | 06     |
| 3.  | Schweiz | 3   | 1 | 0 | 2 | 011:400 | +7    | 03     |
| 4.  | Ecuador | 3   | 0 | 0 | 3 | 001:170 | −16   | 0      |

| Mo, 8. Juni 2015, in Vancouver   |   |         |           |
| Japan                            | – | Schweiz | 1:0 (1:0) |
| Fr., 12. Juni 2015, in Vancouver |   |         |           |
| Japan                            | – | Kamerun | 2:1 (2:0) |
| Di., 16. Juni 2015, in Winnipeg  |   |         |           |
| Ecuador                          | – | Japan   | 0:1 (0:1) |

### K.-o.-Runde
| Achtelfinale, Di., 23. Juni 2015, in Vancouver |   |             |           |
| Japan                                          | – | Niederlande | 2:1 (1:0) |
| Viertelfinale, Sa., 27. Juni 2015, in Edmonton |   |             |           |
| Australien                                     | – | Japan       | 0:1 (0:0) |
| Halbfinale, Mi., 1. Juli 2015, in Edmonton     |   |             |           |
| Japan                                          | – | England     | 2:1 (1:1) |
| Finale, So., 5. Juli 2015, in Vancouver        |   |             |           |
| USA                                            | – | Japan       | 5:2 (4:1) |

### Auszeichnungen
- Bronzener Ball: Aya Miyama
- Saori Ariyoshi, Aya Miyama, Mizuho Sakaguchi und Rumi Utsugi wurden für das All-Star-Team nominiert.